# Église Notre-Dame de Frontenac
Pour les articles homonymes, voir Église Notre-Dame.
L'église Notre-Dame est une église catholique située dans la commune de Frontenac, dans le département de la Gironde, en France.

## Localisation
L'église se trouve au cœur du village, en face de la mairie.

## Historique
L'édifice, dont la construction remonte au XVIe siècle. La façade est inscrite au titre des monuments historiques par arrêté du 21 novembre 1925.

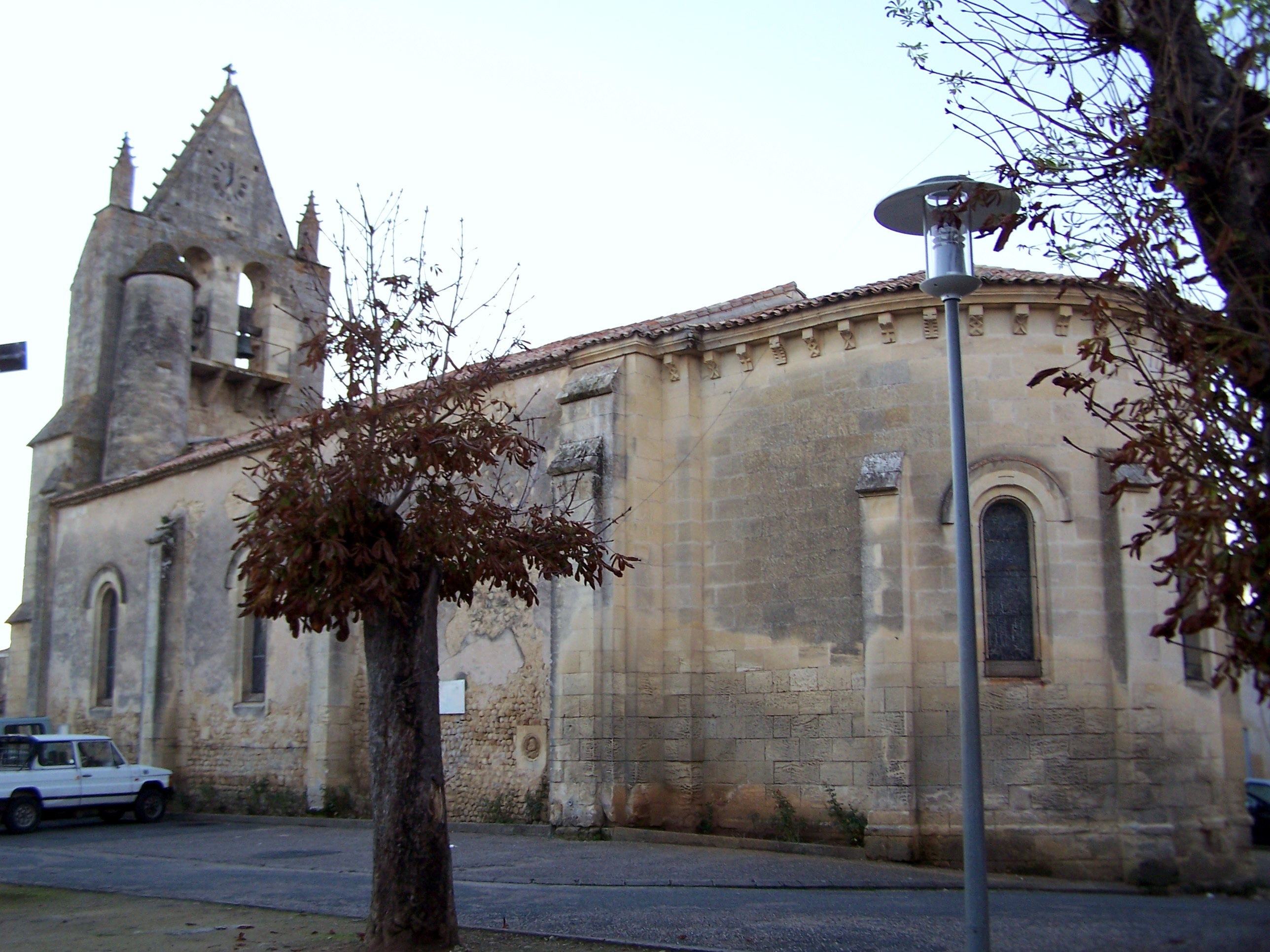
Vue sud-est (oct. 2012)
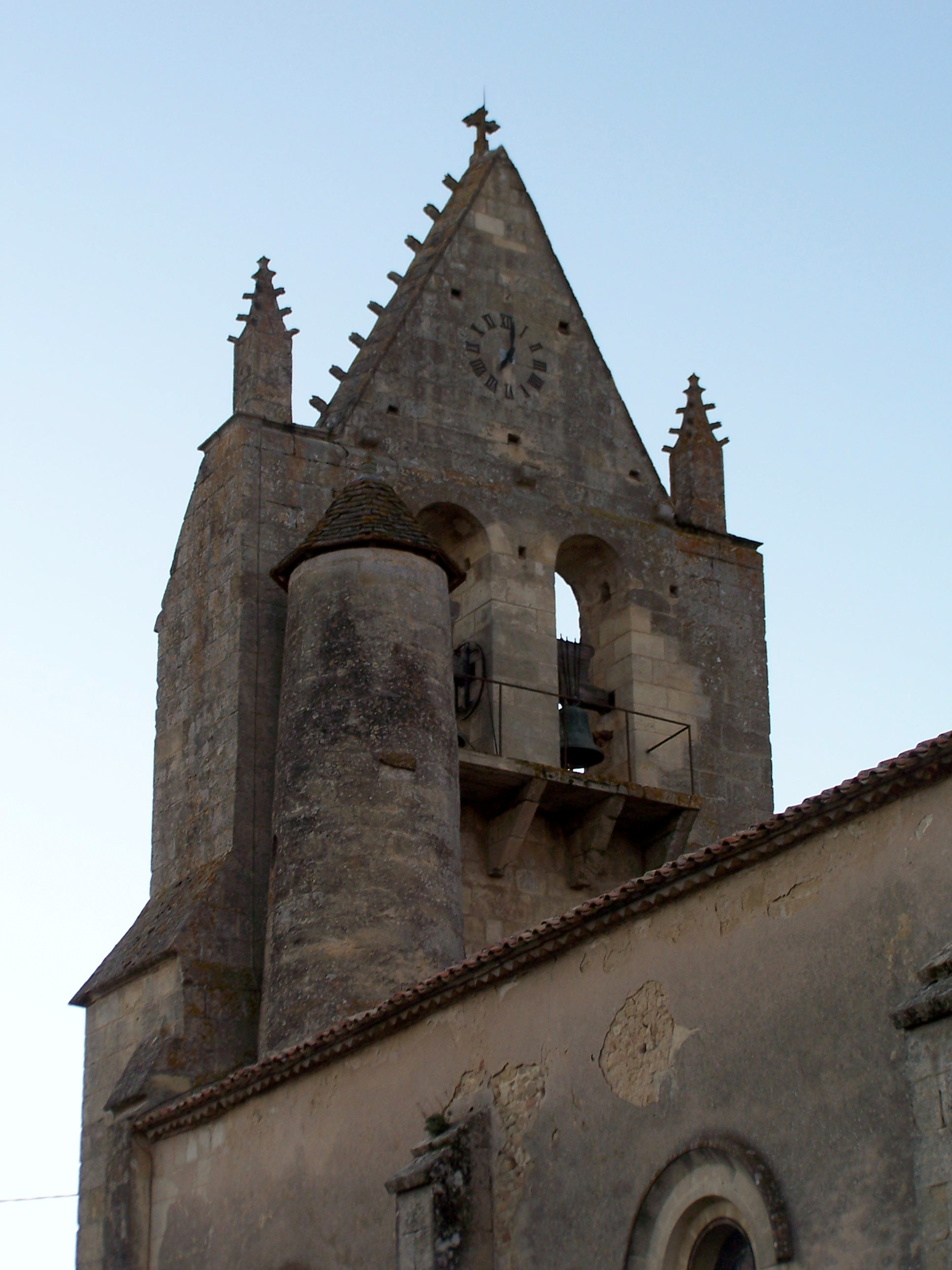
Clocher-mur et tourelle (oct. 2012)
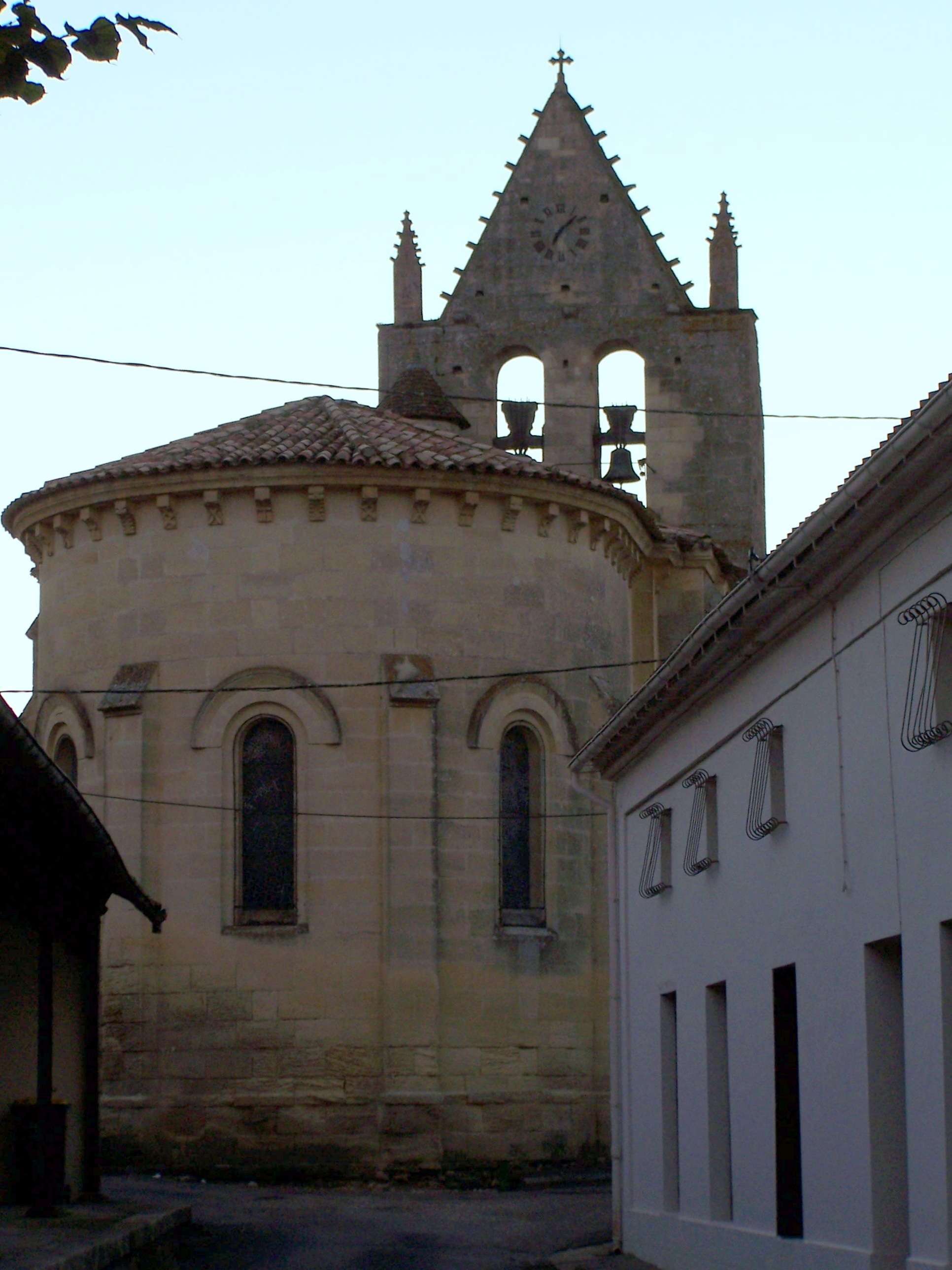
Le chevet (oct. 2012)
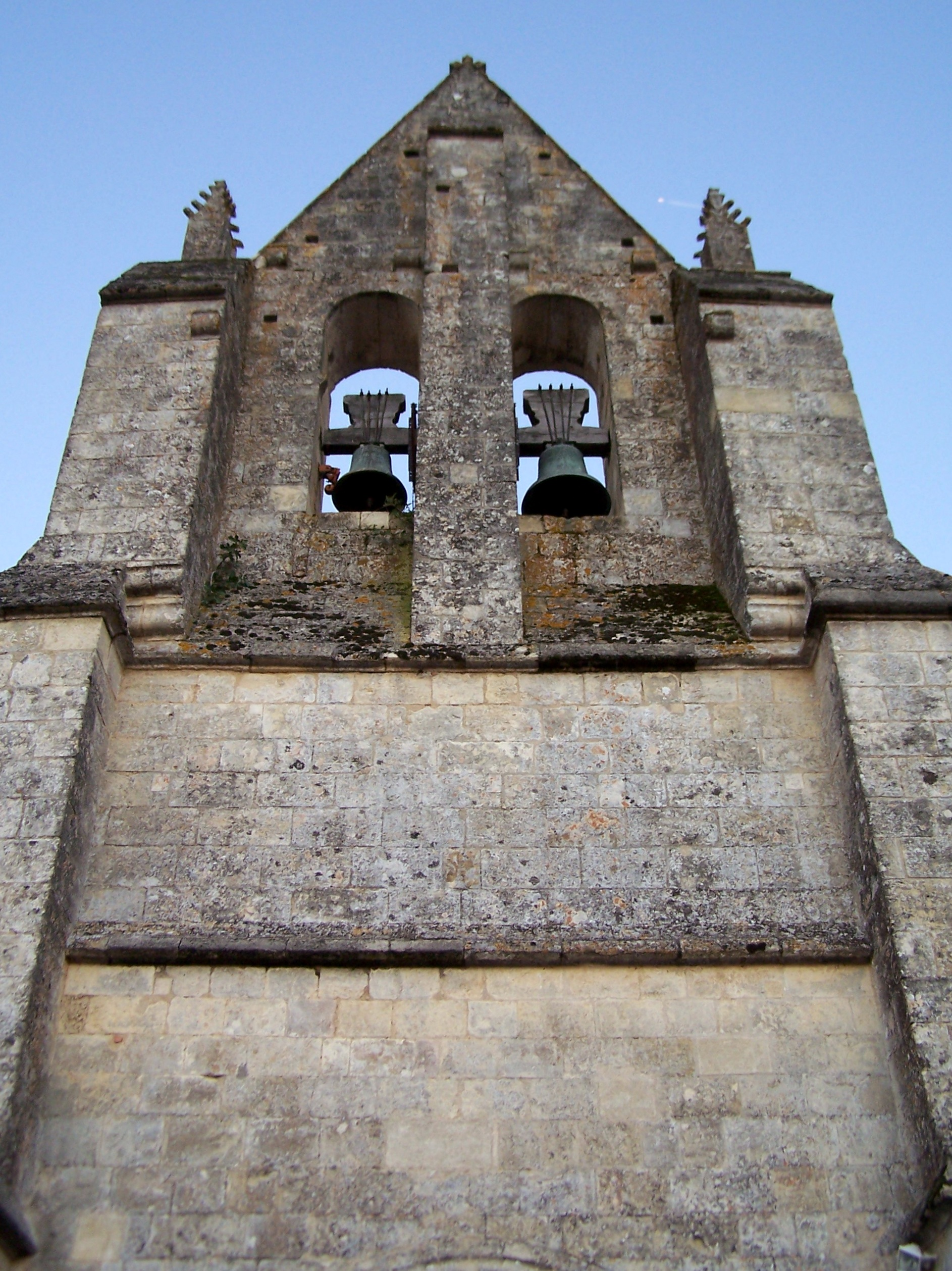
La façade ouest et le clocher-mur (oct. 2012)
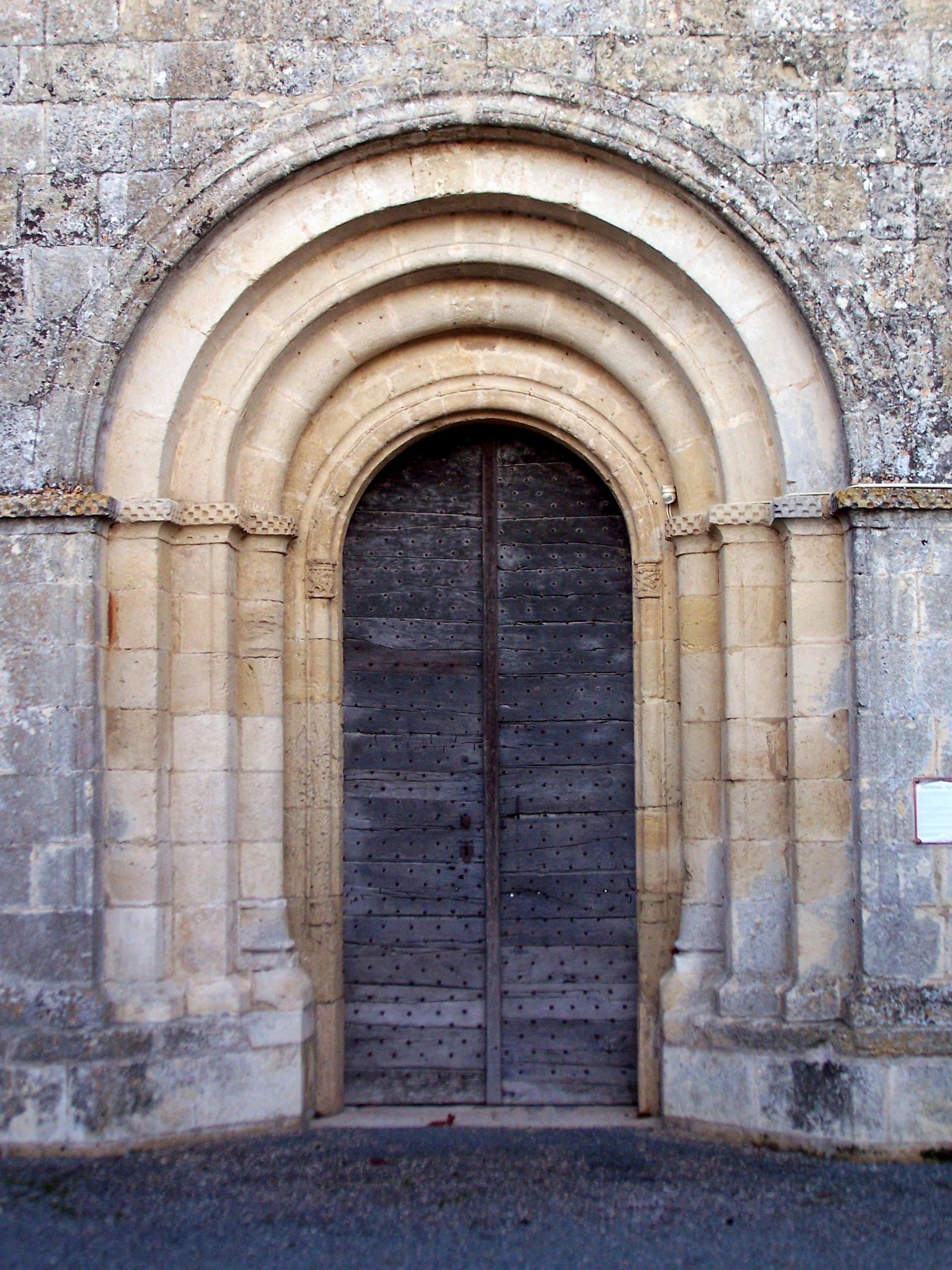
Le portail (oct. 2012)

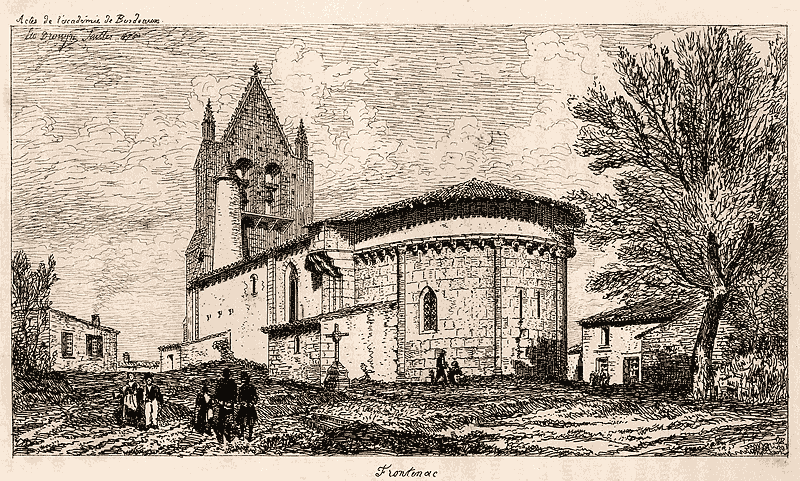
L'église, dessin de Léo Drouyn (1878)
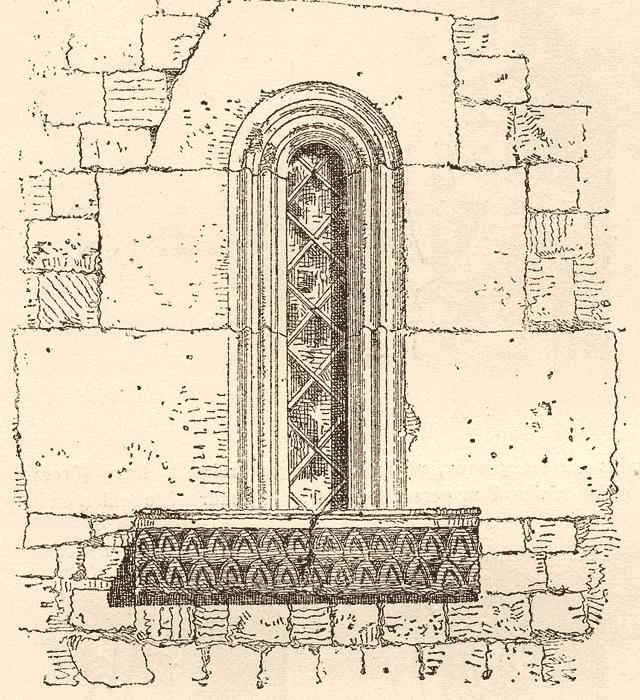
Détail d'un vitrail par Léo Drouyn (1878)
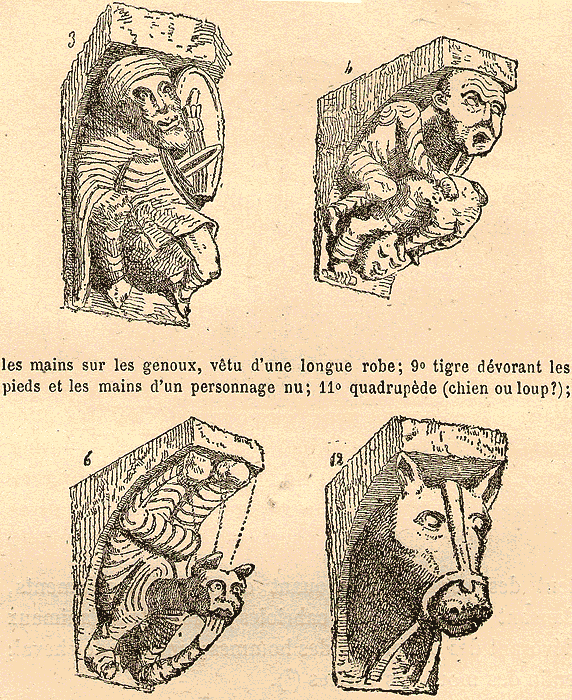
Modillons vus par Léo Drouyn (1878)
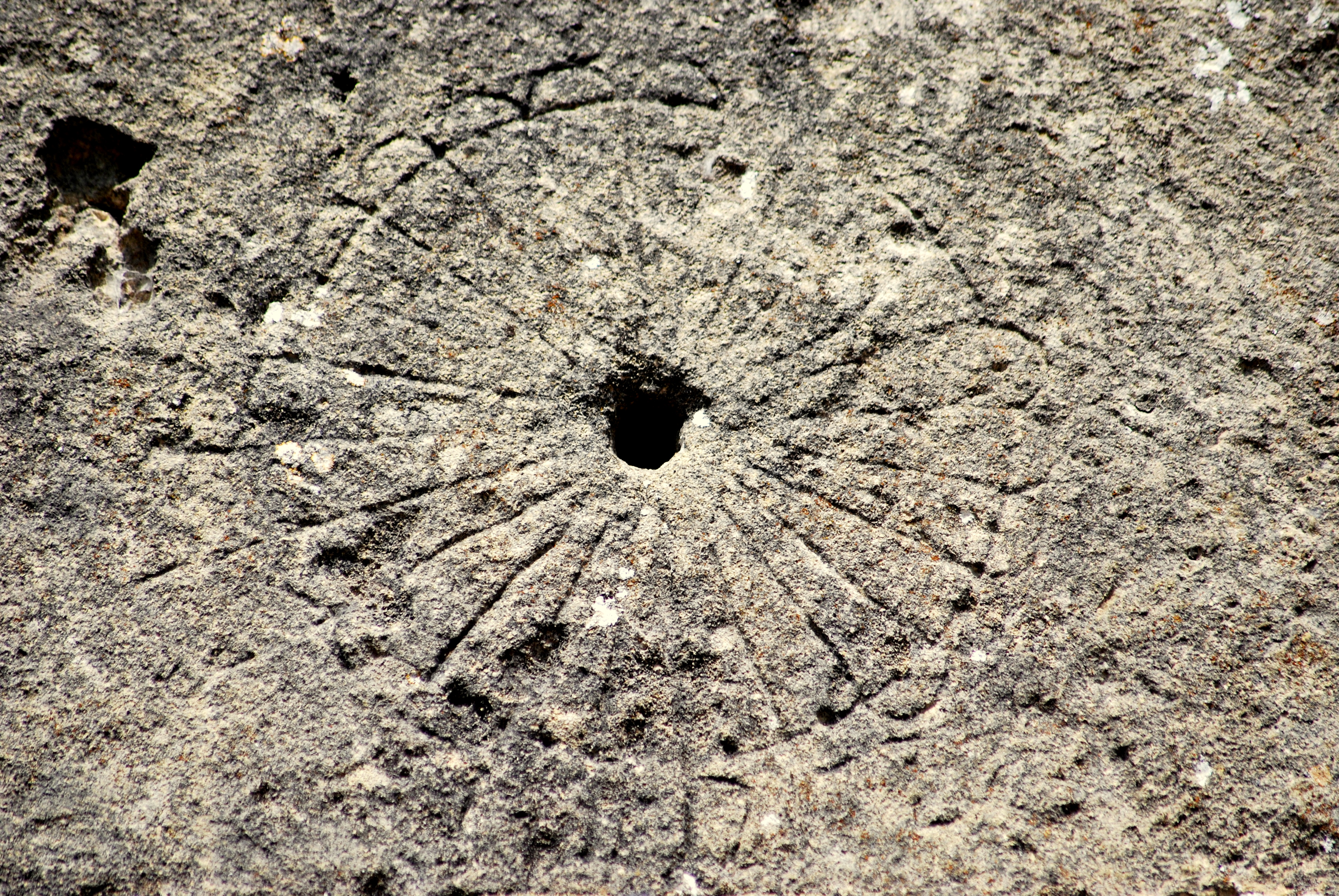
Cadran canonial